# 星期日邮报 (邓迪)
星期日郵報（英語：The Sunday Post）是一份在在蘇格蘭丹地出版的周報，內容包括新聞、故事和短篇主題文章。星期日郵報創辦於1914年，並廣泛地在蘇格蘭流通、北愛爾蘭及部份英格蘭北部流通。
星期日郵報在蘇格蘭的發行量十分高，曾一度打進吉尼斯書籍世界纪录中最高人均閱讀報章比率。在1969年，估計超過80%的16歲以上蘇格蘭人都閱讀星期日郵報，閱讀人口達2,931,000。之後與其它報章一樣，閱讀人口比率漸漸下降，到1999年只餘下70萬名讀者，而2016年12月更趺至143,000人。
在2014年苏格兰独立公投中，星期日郵報取態是不支持獨立。